# Egyiptom földrajza
Egyiptom (hivatalosan Egyiptomi Arab Köztársaság) ország Észak-Afrika keleti részén. Egyiptom területe 1 001 449 km², ezzel a világ harmincadik legnagyobb országa. A Nílus völgyétől eltekintve az ország nagy része sivatagi táj. A szél homokdűnéket hoz létre, amik akár a 30 méteres magasságot is elérhetik. 
Meghatározó természeti értéke a Nílus, amit keleten az Arab- (Keleti-) sivatag, nyugaton pedig a Líbiai-sivatag vesz körül. Ezen kívül Egyiptomban hatalmas középhegységek, mészkő- és homokkő fennsíkok találhatók.

## Határai
- északról a Földközi-tenger,
- délről a Líbiai- és a Núbiai-sivatag,
- nyugatról a Líbiai-sivatag,
- keletről a Vörös-tenger fogja körül.

## Domborzata
Domborzata nem túl sokszínű, mivel területének nagy része sivatag, ami délebbre haladva egyre magasabb. Északi részének közepén a tengerszint alatt a Kattara-mélyföld található. Az ország legmagasabb hegycsúcsai Sínai-félsziget déli részén törnek a magasba.

## Földtani szerkezete
Délkeleti részén ősföld található, de területének nagy részét a középidőben és az újidőben kialakult üledékes takarók fedik. 

## Vízrajza

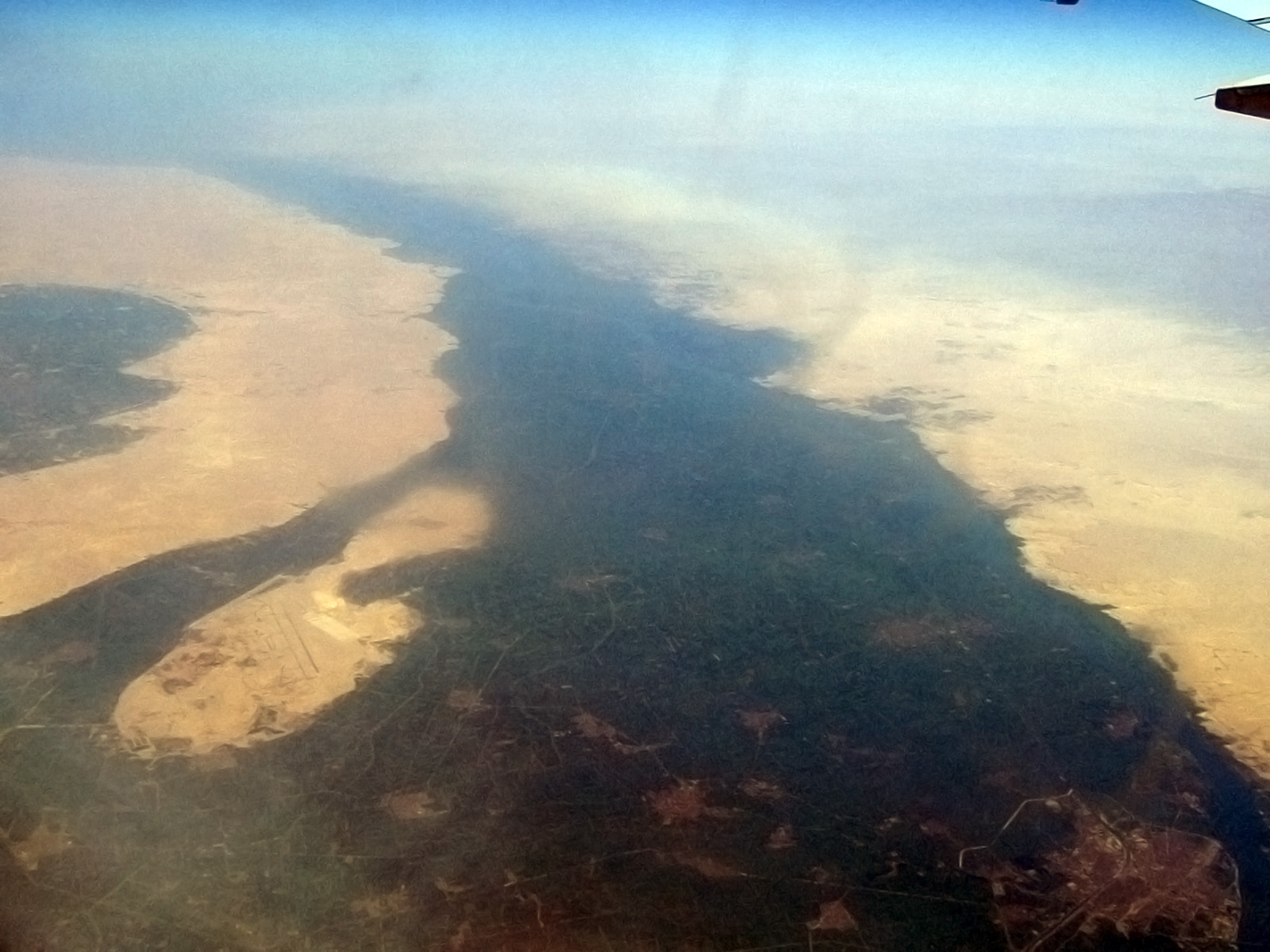
A Nílus völgye a magasból

Egyetlen folyója a Nílus, aminek Egyiptom területén nincs komolyabb mellékfolyója, csak mesterséges öntözőcsatornák ágaznak ki belőle és térnek vissza bele. Legnagyobb tava a Nasszer-tó, ami egy mesterséges víztározó Egyiptom és Szudán határán. Az Asszuáni-gáttal duzzasztották fel. Ezen kívül a tengerpartokon alakultak ki lagúnák, illetve a Szuezi-csatornát vezették keresztül pusztai sós tavakon.